# کارینا (نای)
کارینا یک لبهٔ غضروفی است که در ناحیهٔ تقسیم نای وجود دارد. این قسمت در انتهای نای قرار دارد، غشای مخاطی کارینا حساس‌ترین قسمت تراشه است که باعث رفلکس سرفه می‌شود. کارینا در امتداد مهره سینه ای پنجم قرار دارد.